# Tomești (Harghita)
Tomeşti (in ungherese Csíkszenttamás) è un comune della Romania di 2 624 abitanti, ubicato nel distretto di Harghita, nella regione storica della Transilvania.
Tomeşti è comune autonomo dal 2004, quando si è staccato dal comune di Cârța.
La maggioranza della popolazione è di etnia Székely.